# نیروگاه برق آبی کیندروما
نیروگاه برق آبی کیندروما (به لاتین: Kindaruma Hydroelectric Power Station) یک سد خاکی و نیروگاه برقابی در کنیا است که در Embu County/Kitui County واقع شده‌است.